# گلوتاکونیک اسید
اسید ترانس گلوتاکونیک نوعی ترکیب آلی با فرمول HO2CCH=CHCH2CO2H و در واقع نوعی اسید دی کربوکسیلیک است. این اسید به شکل یک جامد بی‌رنگ بوده و شبیه فرم اشباع شدهٔ اسید گلوتاریک, HO2CC(CH2)3CO2H می‌باشد. استرها و نمک‌های اسید گلوتاکونیک به نام گلوکونات خوانده می‌شوند.

## ترکیبات مشابه
ایزومر هندسی این ترکیب، اسید سیس گلوتاکونیک است که دمای ذوب آن به طور چشمگیری پایین‌تر است (۱۳۲-۱۳۰ درجه سانتی گراد). با برومه کردن (برومیناسیون) اسید لوولینیک و سپس ترکیب دی برومو کتون با کربنات پتاسیم، می‌توان آن را تهیه کرد.
انیدرید گلوتاکونیک، که با دهیدراسیون دی اسید حاصل می‌شود، عمدتاً به شکل توتومر دی کربونیل  dicarbonyl tautomer یافت می‌شود. این ترکیب، جامدی بی‌رنگ با دمای ذوب ۷۸ تا ۸۲ درجه سانتی گراد است.

## پزشکی
اسید گلوتاریک، اسید ۳-هیدروکسی گلوتاریک و اسید گلوتاکونیک متابولیت‌هایی با ساختار مشابه هستند. در گلوتاریک اسیدوری نوع ۱, اسید گلوتاکونیک در بدن تجمع می‌یابد و باعث آسیب مغز می‌شود.